# Stela Naram-Sina

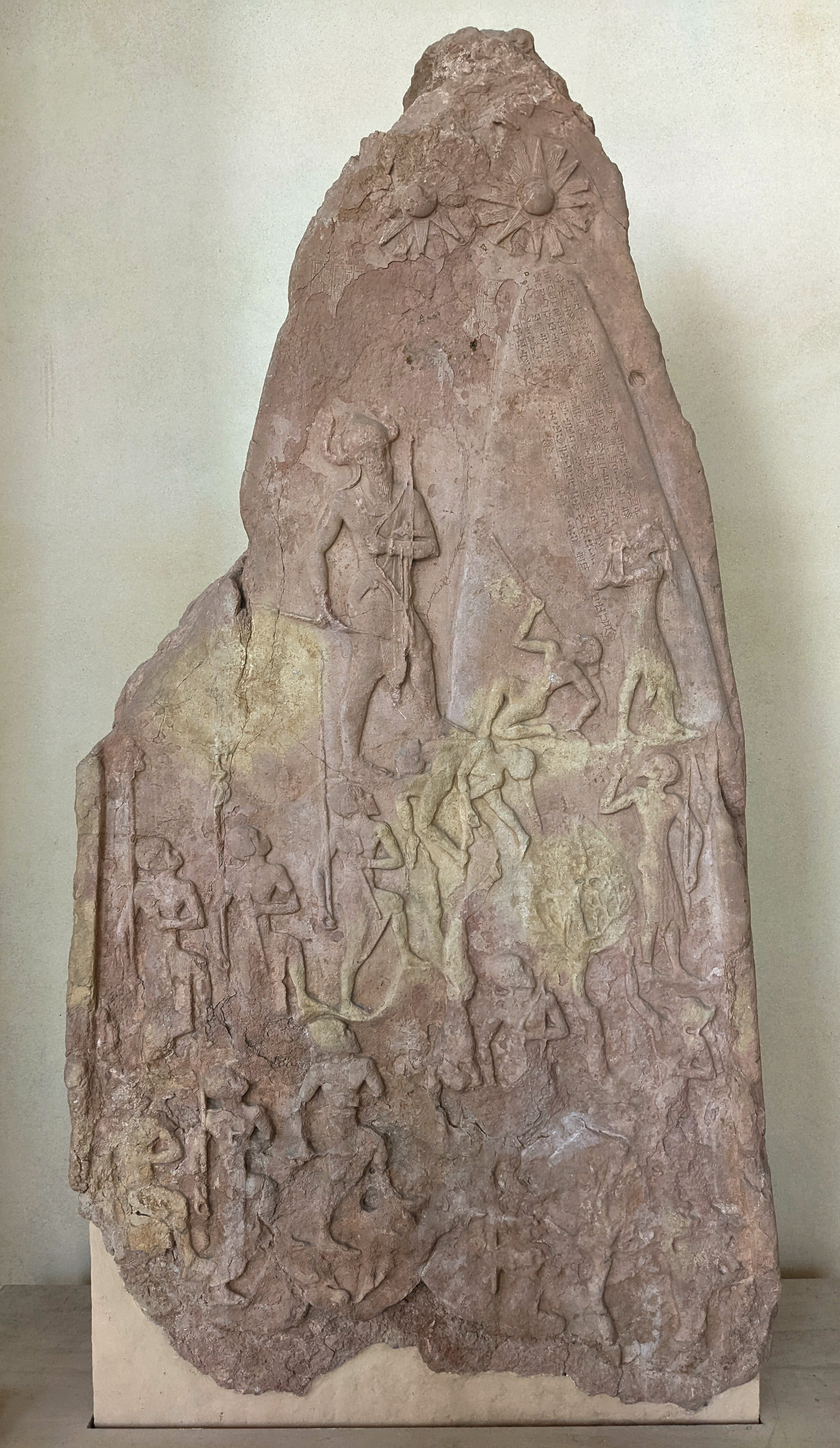
Stela przedstawiająca zwycięstwo akadyjskiego króla Naram-Sina nad Lulubejami; zbiory Luwru.

Stela Naram-Sina – kamienna płyta upamiętniająca zwycięstwo akadyjskiego króla Naram-Sina (ok. 2254-2218 p.n.e.) nad górskim ludem Lulubejów. Zabytek ten odnaleziony został w Suzie przez archeologów francuskich pod koniec XIX wieku. Obecnie przechowywany jest w zbiorach Luwru w Paryżu.

## Odnalezienie
Stela odkryta została w 1898 roku w Suzie w Iranie w trakcie francuskich prac wykopaliskowych kierowanych przez Jacques'a de Morgana. W czasie tychże wykopalisk odkryto tam też inne ważne mezopotamskie zabytki, jak np. stelę z kodeksem Hammurabiego i obelisk Manisztusu. Wszystkie one były łupem wojennym elamickiego króla Szutruk-Nahhunte I (1185-1155 p.n.e.), który przywiózł je tu z Babilonii. 

## Opis zabytku
Stela wykonana jest z różowego wapienia, ma wysokość 2 metrów i szerokość 1,05 metra. Ukazane zostało na niej zwycięstwo akadyjskiego króla Naram-Sina nad Satunim, królem Lulubejów - ludu z gór Zagros. W przeciwieństwie do sumeryjskich stel (np. steli sępów czy steli Ur-Nammu), dla których charakterystyczny był podział kompozycji na poziome pasy z przedstawieniami, na tym zabytku po raz pierwszy pojawia się jedna, wielka scena zajmująca całą jego przednią stronę. 
Scena na steli przedstawia akadyjską armię wspinającą się po stromych, zalesionych zboczach gór Zagros. Zwycięska armia pokonuje wszelki opór - pokonani wrogowie bądź proszą o litość, bądź leżą martwi pod stopami żołnierzy akadyjskich. Armię do ataku prowadzi sam król Naram-Sin, ku któremu skierowane są oczy wszystkich żołnierzy i pokonanych wrogów. Postać triumfującego władcy jest znacznie większa od innych. Jego głowę zdobi tiara z rogami - nakrycie głowy tradycyjnie zarezerwowane w ikonografii mezopotamskiej wyłącznie dla bogów. W rękach trzyma on łuk i strzałę. Dodatkowo uzbrojony jest w topór i sztylet. Tors króla jest odsłonięty. Ubrany jest jedynie w krótką spódniczkę sięgającą do kolan. Na nogach ma sandały. Pod nogami króla leżą zabici wrogowie. Inny przeciwnik, klęczący przed władcą, próbuje wyrwać strzałę, która przebiła jego gardło. Być może jest to sam Satuni, król Lulubejów. Pozostali, wciąż żyjący wrogowie, podnoszą ręce prosząc Naram-Sina o litość. Za zwycięskim królem akadyjskim kroczy reszta jego armii - najpierw żołnierze niosący sztandary z symbolami bóstw, a następnie żołnierze uzbrojeni w łuki i topory. Nad władcą umieszczone zostały trzy(?) gwiazdy, symbolizujące najprawdopodobniej bóstwa opiekuńcze Naram-Sina. Jest to jeden z pierwszych przykładów ukazania bóstw nie w postaci antropomorficznej, lecz w postaci reprezentujących je symboli astralnych.
Na steli znajdują się dwie inskrypcje zapisane pismem klinowym. Tekst oryginalny, w języku akadyjskim, mówi, że stelę tę wykonano by upamiętnić zwycięstwo Naran-Sina nad Satunim, królem górskiego ludu Lulubejów. W XII w. p.n.e., po zabraniu steli z Babilonii i przywiezieniu jej do Suzy, król elamicki Szutruk-Nahhunte I rozkazał obok tekstu pierwotnego umieścić własną inskrypcję głoszącą jego chwałę. Według tejże inskrypcji stela zabrana została przez niego ze splądrowanego przez armię elamicką miasta Sippar.

## Inne znane stele Naram-Sina
Stela Naram-Sina znaleziona w Suzie nie jest jedyną znaną stelą tego władcy. W Muzeum Archeologicznym w Stambule przechowywany jest niewielki fragment innej, diorytowej steli Naram-Sina, odkrytej w wiosce Pir-Hüseyin koło miasta Diyarbakir w Turcji.